# Kanton Coutances
Kanton Coutances (francouzsky Canton de Coutances) je francouzský kanton v departementu Manche v regionu Normandie. Při reformě kantonů v roce 2014 byl vytvořen seskupením 19 obcí, do té doby sestával ze 7 obcí. V květnu 2016 ho tvořilo 18 obcí (vzhledem k procesu slučování některých obcí).

## Obce kantonu (květen 2016)
- Ancteville
- Brainville
- Bricqueville-la-Blouette
- Cambernon
- Camprond
- Courcy
- Coutances
- Gratot
- Heugueville-sur-Sienne
- Montchaton
- Nicorps
- Orval-sur-Sienne [p 1]
- Regnéville-sur-Mer
- Saint-Pierre-de-Coutances
- Saussey
- Servigny
- Tourville-sur-Sienne
- La Vendelée